# Floirac, Charente-Maritime
Floirac är en kommun i departementet Charente-Maritime i regionen Nouvelle-Aquitaine i västra Frankrike. Kommunen ligger  i kantonen Cozes som ligger i arrondissementet Saintes. År 2015 hade Floirac 311 invånare.

## Befolkningsutveckling
Antalet invånare i kommunen Floirac
Referens:INSEE